# Vladimir Micov
Vladimir Micov (serbisch-kyrillisch Владимир Мицов; * 16. April 1985 in Belgrad, SR Serbien) ist ein serbischer Basketballspieler. Micov begann seine Karriere in seiner Heimat in Serbien und Montenegro, wo er später mit KK Partizan aus seiner Geburtsstadt und KK Budućnost Podgorica sowohl die Meisterschaften von Serbien als auch von Montenegro gewann. Seit 2009 spielt er im Ausland und kam über Griechenland, Spanien und Italien 2012 zum dominierenden russischen Serienmeister ZSKA Moskau, mit dem er 2013 sowohl die russische Meisterschaft als auch den Titel in der osteuropäischen VTB United League 2012/13 gewann.

## Karriere
Micov begann seine Karriere beim KK Roter Stern in seiner Heimatstadt, bevor er 2003 zum Lokalrivalen OKK wechselte. Ein Jahr später ging er zum KK Lavovi 063 in Belgrad, der die höchste nationale Spielklasse 2005 nach dreijähriger Zugehörigkeit verlassen musste. Nachdem er mit der serbisch-montenegrinischen Jugendnationalmannschaft bereits die U16-Europameisterschaft 2001 gewonnen hatte, holte er mit der Juniorennationalmannschaft unter Trainer Luka Pavićević unter anderem zusammen mit Luka Bogdanović, Tadija Dragićević, Nikola Peković, Branislav Ratkovica, Uroš Tripković und Novica Veličković bei der U20-Europameisterschaft 2005 eine Bronzemedaille. Anschließend spielte Micov dann bei KK Budućnost aus der montenegrinischen Hauptstadt Podgorica. Nach der Trennung von Serbien 2006 war Budućnost innerhalb Montenegros kaum zu schlagen und im März 2007 kehrte Micov nach dem Titelgewinn im montenegrinischen Pokalwettbewerb auf Leihbasis in seine Heimatstadt zurück und gewann mit KK Partizan deren sechste nationale Meisterschaft in Folge. Beim erstmaligen Titelgewinn von Partizan in der ABA-Liga 2007 war der zuvor für Budućnost spielende Micov jedoch nicht einsatzberechtigt. Nachdem Micov zu Budućnost zurückgekehrt war, gewann er mit dieser Mannschaft in der Saison 2007/08 das montenegrinische Double aus Meisterschaft und Pokalwettbewerb. In der Saison 2008/09 gewann man zum dritten Mal in Folge den Pokalwettbewerb, doch vor dem nächsten Meisterschaftsgewinn verließ Micov die Mannschaft im März 2009 erneut und spielte in der A1 Ethniki für Panionios aus Athen die Saison zu Ende. Panionios schied jedoch in der ersten Play-off-Runde um die griechische Meisterschaft gegen Aris Thessaloniki aus.
Für die Saison 2009/10 bekam Micov einen Vertrag bei Caja Laboral aus Vitoria-Gasteiz in der Liga ACB, die in jener Saison die spanische Meisterschaft gewinnen sollten und zu den führenden Vereinen in Europa gezählt werden. Micov kam hier jedoch nicht wie gewünscht zum Zuge und bereits im Dezember 2009 trennte man sich wieder. Im folgenden Monat bekam Micov dann einen Vertrag beim Traditionsverein aus Cantù in der italienischen Lega Basket Serie A. Nach dem vierten Platz zum Abschluss der Hauptrunde verlor man die Play-off-Halbfinalserie gegen Serienmeister Montepaschi Siena. In der folgenden Spielzeit zog man als Zweiter in die Play-offs ein und erreichte auch die Finalserie, die dann erneut gegen Titelverteidiger Siena verloren ging. In den Play-offs der Saison 2011/12 ging man in der ersten Runde als Hauptrundendritter mit zwei Siegen in Front, doch verlor die restlichen drei Spiele gegen Scavolini Pesaro und schied früh aus der Meisterschaftsentscheidung aus. Micov erhielt im Anschluss jedoch einen Vertrag beim europäischen Spitzenklub und EuroLeague-Vize ZSKA Moskau. Mit dem russischen Serienmeister konnte er in der Saison 2012/13 dessen Titel in der russischen PBL sowie der osteuropäischen VTB United League erfolgreich verteidigen. Beim „Final Four“ der EuroLeague 2012/13 verlor Micov mit seinen serbischen Landsleuten Miloš Teodosić und Nenad Krstić im Halbfinale in einer Neuauflage des Vorjahresfinales gegen Titelverteidiger Olympiakos Piräus. Im Unterschied zu seinen Moskauer Mannschaftskameraden Teodosić und Krstić wurde Micov bislang noch nicht für einen Endrundenkader der serbischen Nationalmannschaft berücksichtigt.
Im Juli 2014 unterzeichnete Vladimir Micov einen Vertrag beim Türkischen Verein Galatasaray Liv Hospital.